# Bolhó
Bolhó község Somogy vármegyében, a Barcsi járásban.

## Fekvése
Bolhó község a Dráva folyó bal partján, hullámos területen fekszik, a Barcs-Berzence közti 6801-es út mentén. Határai északon és északkeleten Háromfa, keleten Babócsa, nyugaton és északnyugaton Heresznye községgel. Nyugaton és délen a Dráva folyó túlpartján Horvátországgal.

## Története
Bolhó egykor a Tibold nemzetség ősi birtoka volt. 1231-ben a nemzetség tagjai felosztották egymás között: I. Bodor három idősebb fiáé, Jakabé, Kozmáé és Petkéé lett. Neve az 1332-1337. évi pápai tizedjegyzékben is szerepelt, ekkor már plebániája is volt. 1434-ben a Marczali család birtoka, majd 1495-ben Marczali László halála után a Báthori család kapta adományként II. Ulászló királytól. 1550-ben Báthori András, 1598-1599-ben pedig már Nádasdy Ferenc birtoka volt.
A török megszállás alatt, 1571-ben a török kincstári adólajstromban Bolhok néven említették; ekkor 55 házból állt, 1660-ban pedig a pannonhalmi főapátság tizedjegyzékében a szentgyörgyi vár tartozékaként szerepelt. 1677-ben Széchenyi György kalocsai érsek, a győri püspökség kormányzója kapta adománként I. Lipót királytól. Az 1715 évi összeíráskor 11 háztartását írták össze, az 1733-as összeírásban pedig már jobbágyközségként szerepelt. 1715-1733 között gróf Széchenyi Zsigmond birtokaként volt említve, és később is a gróf Szécheny család csokonyai (Erdőcsokonya) uradalmához tartozott. 1880 körül Gróf Széchenyi Pál birtoka volt, akitől 1880 körül báró Solymossy László vásárolta meg, 1905-től pedig báró Solymossy Ödön birtoka lett.

## Közélete

### Polgármesterei
- 1990–1994: Horváth Ádám (független)[3]
- 1994–1998: Horváth Ádám (független)[4]
- 1998–2002: Horváth Ádám (független)[5]
- 2002–2006: Horváth Ádám (független)[6]
- 2006–2010: Horváth Ádám (független)[7]
- 2010–2014: Horváth Ádám (független)[8]
- 2014–2019: Horváth Csaba (független)[9]
- 2019–2024: Horváth Csaba (független)[10]
- 2024– : Horváth Csaba (független)[1]

## Népesség
A település népességének változása:
| Lakosok száma | 762  | 776  | 756  | 700  | 669  | 671  | 631  |
|               | 2013 | 2014 | 2015 | 2021 | 2022 | 2023 | 2024 |

A 2011-es népszámlálás során a lakosok 82,9%-a magyarnak, 13,6% cigánynak, 7,3% horvátnak, 1,7% németnek mondta magát (16,5% nem nyilatkozott; a kettős identitások miatt a végösszeg nagyobb lehet 100%-nál). A vallási megoszlás a következő volt: római katolikus 74,9%, református 2,7%, evangélikus 0,1%, görögkatolikus 0,3%, felekezet nélküli 2,4% (19,2% nem nyilatkozott).
2022-ben a lakosság 91,5%-a vallotta magát magyarnak, 21,2% cigánynak, 8,2% horvátnak, 2,8% németnek, 0,1-0,1% lengyelnek, örménynek és románnak, 3% egyéb, nem hazai nemzetiségűnek (6,9% nem nyilatkozott; a kettős identitások miatt a végösszeg nagyobb lehet 100%-nál). Vallásuk szerint 47,8% volt római katolikus, 1,8% református, 0,3% evangélikus, 0,7% egyéb keresztény, 1,5% egyéb katolikus, 14,6% felekezeten kívüli (33% nem válaszolt).

## Nevezetességei
- Környékén a Duna–Dráva Nemzeti Park területei találhatók, ahol 350–400 éves kocsányos tölgyek is előfordulnak.
- Római katolikus temploma 1901-ben épült, a környéken a legnagyobb.[13]

## Híres emberek
- Itt született 1919. szeptember 18-án Losonczi Pál kommunista politikus, 1967 és 1987 között az Elnöki Tanács elnöke, Magyarország államfője.

- Itt született 1947. február 7-én Bicsár Vendel ötvös- és üvegművész. A Magyar Iparművészeti Főiskolán végzett 1975-ben, 1975–77-ig a pécsi Művészeti Szakközépiskola tanára volt. Az Ókeresztény Mauzóleum felirata és makettje az ő keze munkáját dicséri, s az ő nevéhez fűződik a Capri cukrászda, a Royal kávéház, az ürögi templom, az MKB Pécsi Fiókja világítótesteinek és ügyféltér-berendezéseinek elkészítése, valamint a Világ Világossága kápolna réz tolóajtaja és szertartási kellékei. Fontosabb kiállításai: Pécsi Galéria (1990), Novy Bory, Lviv (1995), Fraeunau (1995, 2000), Liège, Iparművészeti Múzeum, Vigadó Galéria, Nádor Galéria (2000). 1975-től a Művészeti Alap, 1992-től a Magyar Képző- és Iparművészek Szövetségének tagja.